# Henri Cochin
Pour l’article ayant un titre homophone, voir Henry Cochin.
Pour les articles homonymes, voir Cochin.
Henri Cochin est un avocat français, né à Paris le 10 juin 1687 et mort le 27 février 1747.

## Biographie
Fils de Jean Cochin, procureur au Grand Conseil, et de Louise David, il devient avocat au Parlement de Paris. Il s'attache au Grand Conseil du parlement et se place dès son début à la tête des avocats de son temps. Il est le défenseur de l'ordre de Clairvaux. On le regardait comme le modèle de l'éloquence du barreau.
Ses traits nous restent fixés par le portrait que grava Ambroise Tardieu et dont un exemplaire se trouve dans les collections du château de Versailles.

## Publications
Ses œuvres, recueil de ses mémoires, consultations et plaidoyers, ont été recueillies en 1751-1757, 6 volumes in-4, republiées en 6 vol. in-4 en 1771-1780, et publiées de nouveau par Jean-Denis Cochin (1789-1841), avocat à la Cour de cassation, 1821-1824,  8 volumes in-8.
- Œuvres complètes de Cochin....Paris : Fantin , 8 volumes in-8, 1821-1822.

## Source
Cet article comprend des extraits du Dictionnaire Bouillet. Il est possible de supprimer cette indication, si le texte reflète le savoir actuel sur ce thème, si les sources sont citées, s'il satisfait aux exigences linguistiques actuelles et s'il ne contient pas de propos qui vont à l'encontre des règles de neutralité de Wikipédia.
- Notices d'autorité :   - VIAF
  - ISNI
  - BnF (données)
  - IdRef
  - LCCN
  - GND
  - Pays-Bas
  - NUKAT
  - Catalogne
  - WorldCat